# Kapela Krista Kralja na Mirogoju
Kapela Krista Kralja katolička je kapela koja predstavlja posljednje značajno arhitektonsko ostvarenje na zagrebačkom groblju Mirogoj. Inicijativa za njezinu gradnju započela je 1906. godine kada je gradsko poglavarstvo zatražilo nacrte za središnju kapelu od arhitekta Hermana Bolléa. Gradnja je dovršena 1929. godine. Kapela je zaštićeno kulturno dobro Republike Hrvatske.

## Povijest i arhitektura
Izvorna Bolléova zamisao predviđala je smještaj kapele na samom ulazu između prvih dvaju paviljona. Međutim, nakon prihvaćanja nacrta 1913. godine, lokacija je izmijenjena. Kapela je pomaknuta dublje u prostor groblja, a projekt je nadopunjen arkadama u obliku potkove koje su spojile kapelu s postojećim arkadama, čineći tako jedinstvenu arhitektonsku cjelinu s unutarnjim trgom ispred same građevine.
Gradnja je, zbog financijskih poteškoća, ratnih okolnosti i raspada Austro-Ugarske Monarhije, započela tek 1927. godine. Iako je Herman Bollé tada već bio preminuo, gradnja se izvodila prema njegovim izvornim nacrtima. Projekt je 1929. godine dovršio graditelj Rauscher.
Arhitektonske odlike kapele su: središnji tlocrt s pročelnim trijemom i velikom apsidom, suterenska kripta s grobnicama, glavna razina uzdignuta dva metra iznad okolnog tla, središnji prostor nadsvođen visokim tamburom i kupolom na pandantivima, četiri ugaona zavojita stubišta s tamburima i kupolama i pročelje oblikovano kao portik s četiri stupa koji nose arhitrav i timpanon.
Kapela Krista Kralja predstavlja vrhunac Bolléove arhitektonske vizije Mirogoja. Svojom monumentalnošću i položajem dominira cjelokupnim prostorom groblja, kako svojom vanjštinom tako i unutrašnjošću, arhitektonski zaokružujući zagrebačku nekropolu.
U potresu koji je pogodio Zagreb 2020. godine, kapela je pretrpila značajna oštećenja, a obnova nije započela ni u 2025. godini. Obnova kasni, između ostalog, radi raspetljavanja kotroverzi povezanih s korupcijom u Zagrebačkom Holdingu. Grad Zagreb je krajem 2023. objavio javni natječaj za izradu idejnog, glavnog i izvedbenog projekta sanacije crkve Krista Kralja i mirogojskih arkada, te za vođenje projekta njihove obnove. Radovi na obnovi procijenjeni su na više od 13 milijuna eura. U medijima se nagađalo da bi obnovljeni Mirogoj mogli dočekat 2034. godine.

## Galerija
- Pogled na kapelu Krista Kralja.
- Oltar u kapeli Krista Kralja.
- Kapela Krista Kralja.
- Grob Franje Tuđmana iza kapele.
- Kompleks groblja Mirogoj poslije potresa 22. ožujka 2020.